# Euploea natunensis
Euploea natunensis är en fjärilsart som beskrevs av Hans Fruhstorfer 1901. Euploea natunensis ingår i släktet Euploea och familjen praktfjärilar. Inga underarter finns listade i Catalogue of Life.